# 盂蘭盆会

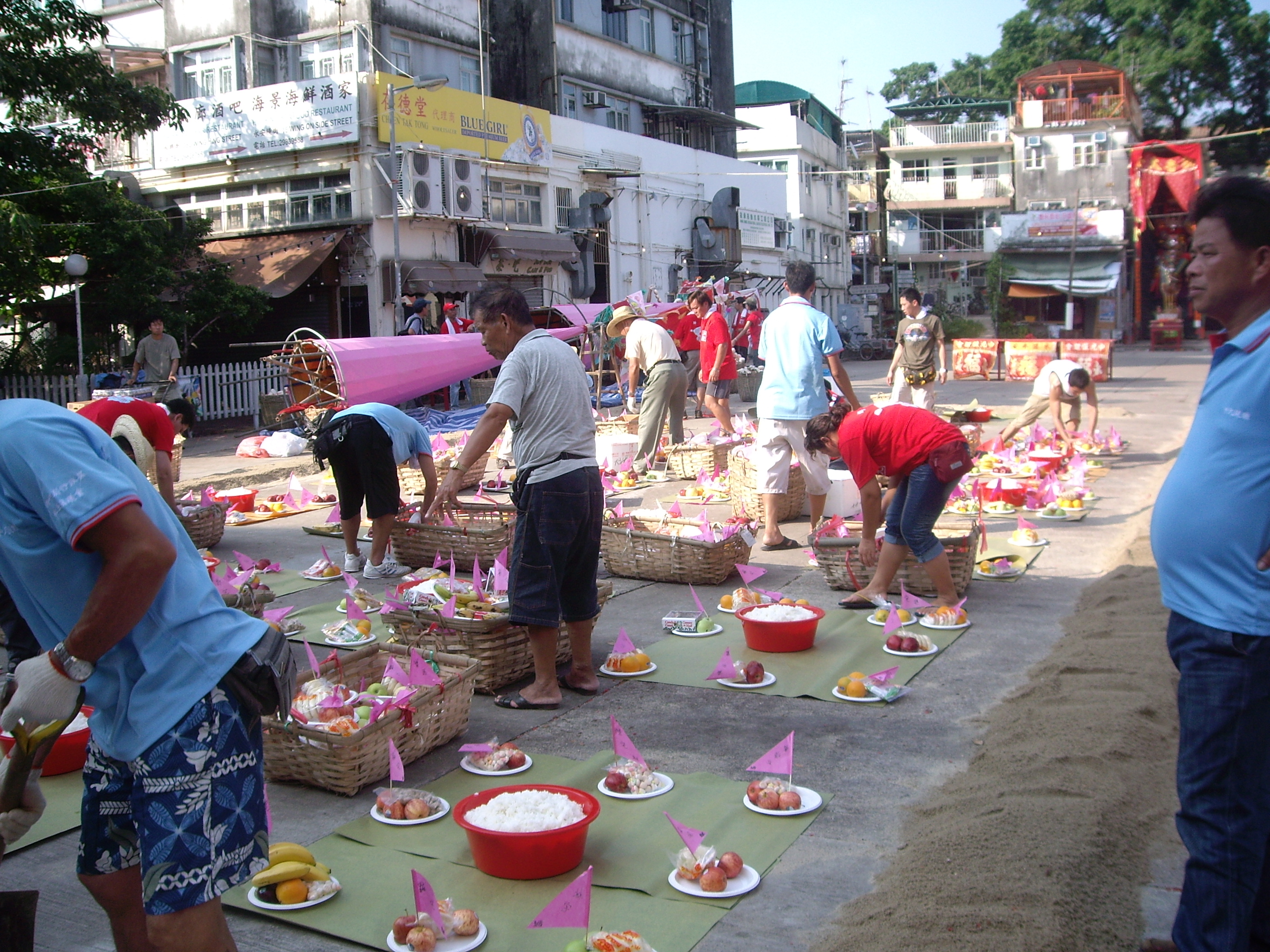
盂蘭盆会（香港）

盂蘭盆会（うらぼんえ）とは、太陰暦7月15日を中心に7月13日から16日の4日間に行われる仏教行事のこと。盂蘭盆（うらぼん）、お盆ともいう。また、香港では盂蘭勝会と称する。
『盂蘭盆経』（西晋、竺法護訳。今日では偽経とされる）、『報恩奉盆経』（東晋、失訳）などに説かれる目連尊者の餓鬼道に堕ちた亡母への供養の伝説に由来する。もともとは仏教行事であるが、唐代の道教の隆盛期に三元の一つの中元節の流行とともに儀礼の融合が進んだ。
日本における日付については、元々旧暦7月15日を中心に行われていたが、改暦にともない新暦（グレゴリオ暦）の日付に合わせて行ったり、一月遅れの新暦8月15日や旧暦の7月15日のまま行っている場合に分かれている。父母や祖霊を供養したり、亡き人を偲び仏法に遇う縁とする行事のこと。

## 語義
盂蘭盆は、サンスクリット語の「ウッランバナ」(ullambana、उल्लम्बन)の音写語であるという説がある。「烏藍婆拏」（『玄応音義』）、「烏藍婆那」とも音写される。「ウッランバナ」は「ウド、ランブ」（ud-lamb）の意味があると言われ、これは倒懸（さかさにかかる、逆さ吊り）という意味である。しかし、この解釈は「盂蘭盆」の「盆」という語が経典内で「器」という意味で使われているという難点がある。
一方、古代イランの言葉（アヴェスター語）で「霊魂」を意味する「ウルヴァン」（urvan）が語源だとする説もある。古代イランでは、祖先のフラワシ（Fravaši、ゾロアスター教における精霊・下級神）が信仰され、それが祖霊信仰と習合し、「祖霊」を迎え入れて祀る宗教行事となったとする。
2013年、仏教学者の辛嶋静志は盂蘭盆を「ご飯をのせた盆」であるとする説を発表した。それによると、盂蘭盆経のうちに「鉢和羅飯（プラヴァーラ〈ナー〉飯）」という語があり、これが前述の旧暦7月15日・安居（雨安居）を出る日に僧侶たちが自恣（プラヴァーラナー 梵: pravāraṇā）を行うことに関連付けられる。古代インドには自恣の日に在家信者が僧侶へ布施をする行事があったとし、それと盂蘭盆経が説く行為とが同じものであるとしている。また、盂蘭盆の「盂蘭」はご飯を意味する「オーダナ (梵; 巴: odana, 特に自恣の日に僧侶へ施されるご飯を強調する)」の口語形「オーラナ（olana）」を音写したものであり、それをのせた「盆（容器の名）」が「盂蘭盆」であると説明する。

## 起源

### 背景
盂蘭盆の行事は中国の民俗信仰と祖先祭祀を背景に仏教的な追福の思想が加わって成立した儀礼・習俗である。旧暦7月15日は、仏教では安居が開ける日である「解夏」にあたり、道教では三元の中元にあたる。仏教僧の夏安居の終わる旧暦7月15日に僧侶を癒すために施食を行うとともに、父母や七世の父母の供養を行うことで延命長寿や餓鬼の苦しみから逃れるといった功徳が得られると説く。一方、道教の中元節とは、宇宙を主るとされる天地水の三官のうち、地官を祀って、遊魂などの魂を救済し災厄を除くというもので、仏教の盂蘭盆とほぼ同時期に中元節の原型が形作られた。
本来的には安居の終った日に人々が衆僧に飲食などの供養をした行事が転じて、祖先の霊を供養し、さらに餓鬼に施す行法（施餓鬼）となっていき、それに、儒教の孝の倫理の影響を受けて成立した、目連尊者の亡母の救いのための衆僧供養という伝説が付加されたと考えられている。

### 目連伝説
盂蘭盆会の由来に目連の伝説がある。仏教における『盂蘭盆経』に説いているのは次のような話である。
安居の最中、神通第一の目連尊者が亡くなった母親の姿を探すと、餓鬼道に堕ちているのを見つけた。喉を枯らし飢えていたので、水や食べ物を差し出したが、ことごとく口に入る直前に炎となって、母親の口には入らなかった。
哀れに思って、釈尊に実情を話して方法を問うと、「安居の最後の日にすべての比丘に食べ物を施せば、母親にもその施しの一端が口に入るだろう」と答えた。その通りに実行して、比丘のすべてに布施を行うと、比丘たちは大いに喜んだ。すると、目連の母親は餓鬼の境遇から脱した。

## 歴史と習俗

### 中国
盂蘭盆会に関する最早期の資料は竺法護訳の『般泥恒後灌臘経』、『仏説盂蘭盆経』、『経律異相』などで仏教上の儀礼としては六朝梁の頃には成立していた。
咸淳5年（1269年）に南宋の志磐が編纂した『仏祖統紀』では、梁の武帝の大同4年（538年）に帝自ら同泰寺で盂蘭盆斎を設けたことが伝えられている。『仏祖統紀』は南宋代の書物なので梁の武帝の時代とは、約700年の隔たりがあり、一次資料とは認め難い。しかし、梁の武帝と同時代の宗懍が撰した『荊楚歳時記』には、7月15日の条に、僧侶および俗人たちが「盆」を営んで法要を行なうことを記し、『盂蘭盆経』の経文を引用していることから、すでに梁の時代には、偽経の『盂蘭盆経』が既に成立し、仏寺内では盂蘭盆会が行なわれていたことが確かめられる。
唐代から宋代には中国の民俗信仰を土台として盂蘭盆、施餓鬼と中元節が同じ7月15日に行われるようになり、儀礼や形式、作法などにも共通性が見られるようになるなど道教の行事との融合が進んだ。
南宋代になって、北宋の都である開封の繁栄したさまを記した『東京夢華録』にも、中元節に賑わう様が描写されているが、そこでは、「尊勝経」・「目連経」の印本が売られ、「目連救母」の劇が上演され好評を博すほか、一般庶民が郊外の墓に墓参に繰り出し、法要を行なうさまも描かれている。
ただし、中国の歴代王朝は制度的には仏教と道教を明確に分ける宗教政策をとっており、特に唐代からは儒仏道の三教を認めつつも互いに競わせたという歴史的要因から、あくまでも国家祭祀などではこれらを区分することを建前とした。

### 日本
日本では、この「盂蘭盆会」を「盆会」「お盆」「精霊会」（しょうりょうえ）「魂祭」（たままつり）「歓喜会」などとよんで、今日も広く行なわれている。この時に祖霊に供物を捧げる習俗が、いわゆる現代に伝わる「お中元」である。
日本書紀によると、古くは推古天皇14年（606年）4月に、毎年4月8日と7月15日に斎を設けるとあるが、これが盂蘭盆会を指すものかは確証がない。
同じく日本書紀には斉明天皇3年（657年）、須弥山の像を飛鳥寺の西につくって盂蘭盆会を設けたと記され、同5年7月15日（659年8月8日）には京内諸寺で『盂蘭盆経』を講じ七世の父母を報謝させたと記録されている。後に聖武天皇の天平5年（733年）7月には、大膳職に盂蘭盆供養させ、それ以後は宮中の恒例の仏事となって毎年7月14日に開催し、盂蘭盆供養、盂蘭盆供とよんだ。
奈良、平安時代には毎年7月15日に公事として行なわれ、鎌倉時代からは「施餓鬼会」（せがきえ）をあわせ行なった。また、明治5年（1872年）7月に京都府は盂蘭盆会の習俗いっさいを風紀上よくないと停止を命じたこともあった。
現在でも長崎市の崇福寺などでは中国式の盂蘭盆行事である「（普度）蘭盆勝会」が行われる。
主として現代日本における風習についてはお盆もあわせて参照のこと。